# Justinas Marcinkevičius
Justinas Marcinkevičius (født 10. marts 1930 i Važatkiemis, død 16. februar 2011 i Vilnius) var en dramatiker og forfatter fra Litauen.